# Аколи (Авелино)
Аколи (итал. Accoli) је насеље у Италији у округу Авелино, региону Кампанија.
Према процени из 2011. у насељу је живело 47 становника. Насеље се налази на надморској висини од 564 м.